# Unión Deportiva Somozas
La Unión Deportiva Somozas és un club de futbol gallec del municipi d'As Somozas, a la província de la Corunya. Actualment juga a la Segona divisió B.

## Història
Fundat l'any 1985, aconsegueix el seu primer ascens a Tercera divisió la temporada 1992/93. Després de 6 anys en aquesta categoria, l'equip acaba en última posició i baixa de categoria. No seria fins a la temporada 2007/08 quan aconsegueix de nou l'ascens a Tercera. El seu pas per la categoria dura també 6 anys. La temporada 2013/14 es proclama campió i aconsegueix l'ascens a Segona B per primer cop en la seva història.

## Estadi
La UD Somozas juga els seus partits com a local al Camp Municipal de Pardiñas, amb capacitat per 1.000 espectadors.

## Equipació
- Equipació principal: Samarreta verda i blanca, pantaló blanc i mitges blanques.

## Dades del club
- Temporades a Primera: 0
- Temporades a Segona: 0
- Temporades a Segona B: 1 (comptant la 2014-15)
- Temporades a Tercera Divisió: 12

### Palmarès
- Campió de Tercera Divisió: 2013-14